# Sénateur provincial (Belgique)
Le sénateur provincial fut entre 1894 et 1995 un membre du sénat belge, élu par un des neuf conseils provinciaux. 
La révision de la Constitution de 1893 a notamment introduit cette élection de sénateurs par les seuls conseils provinciaux. Les conseils provinciaux acquièrent donc un certain pouvoir dépassant leur caractère strictement local. Ils peuvent influer sur la composition du parlement national.
Le corps électoral du conseil provincial devient ainsi dès 1894 identique à celui du Sénat, alors que la durée du mandat provincial devient identique à celle du mandat sénatorial. 
Le nombre de sénateurs provinciaux évolue en fonction de la population de chaque province. Les conseils provinciaux élisent un sénateur pour 200 000 habitants, avec un minimum de trois. Tout excédent de 125 000 habitants donne droit à un sénateur de plus. Le Sénat est complété par des sénateurs cooptés par les sénateurs élus directs et provinciaux à concurrence de la moitié du nombre des sénateurs élus par les conseils provinciaux .
La révision de la Constitution de 1921 va plus loin en liant le sort du conseil provincial à celui du Sénat: la dissolution du Sénat peut entraîner la dissolution du conseil provincial. Mais comme il fallait chaque fois recourir à une loi spéciale pour la dissolution anticipée des conseils provinciaux, et que celle-ci ne fut pas toujours promulguée, le fait fut rare. À partir du 15 mai 1949 cependant, l'élection du conseil provincial fut liée de fait à celle du parlement (depuis 1993, à celle des communes).